# 室井綽
室井 綽（むろい ひろし、1914年7月11日 - 2012年10月5日）は、植物学者。専門は竹の分類、植物の生態。「日本竹笹の会」の会長として研究をリードし、「竹博士」と呼ばれた。
兵庫県赤穂市生まれ。1938年、盛岡高等農林学校農学部（現岩手大学農学部）卒業。1948年、第二神戸中学校（現兵庫県立兵庫高等学校）の教諭となり、1956年、富士竹類植物園（静岡県駿東郡長泉町）の初代園長となる。1962年「有用竹類の形態学的特性とその利用に関する研究」で北海道大学農学博士。1973年、県立兵庫高等学校を退職し、姫路学院女子短期大学教授。同年、兵庫県生物学会長。2012年10月5日、肺炎のため死去。
1964年、兵庫県文化賞を受賞。1976年、神戸市文化賞を受賞。1992年、勲五等双光旭日章を受章。

## 著書
室井の著作の一部はデジタル化されており、インターネット上の国立国会図書館デジタルコレクションにて公開されている。
- 『竹と笹』井上書店 1956 国立国会図書館書誌ID:000000953298 doi:10.11501/1375691
- 『日本竹類の大別と有用竹類 : 富士竹類植物園見学の手引』 富士竹類植物園 1957年 国立国会図書館書誌ID:000000968523 doi:10.11501/1376521
- 『国立六校の大自然』 六月社 1959 国立国会図書館書誌ID:000000991467 doi:10.11501/2994530
- 『兵庫生物ハイキング』のじぎく文庫 1962 国立国会図書館書誌ID:000001033209
- 『有用竹類図説 特に形態及び利用』六月社 富士竹類植物園特別報告 1962
- 『タケ類 特性・観賞と栽培』加島書店 1963
- 『竹類語彙―自然科学から民俗学まで―』 農業図書 1968 国立国会図書館書誌ID:000001109944 doi:10.11501/1382850
- 『竹・笹の話 -よみもの植物記』北隆館 1969
- 『竹と庭』農業図書 1969
- 『竹 ものと人間の文化史』法政大学出版局 1973
- 『竹のいろ』明石豆本らんぷの会 らんぷ叢書 1973
- 『兵庫の山菜』神戸新聞出版センター ひょうご百科 1976
- 『タケ・ササ』日本放送出版協会 NHK趣味の園芸:作業12カ月 1977
- 『おもしろい生き物の見かた』鳩の森書房 鳩の森文庫 1977-78
- 『くだものを美味しく食べる 知恵の味』鳩の森書房 鳩の森文庫 1979
- 『主食と野菜を美味しく食べる 知恵の味』鳩の森書房 鳩の森文庫 1979
- 『竹の記』鳩の森書房 1979 国立国会図書館書誌ID:000001436096 doi:10.11501/12641273
- 『肉・魚を美味しく食べる 知恵の味』鳩の森書房 鳩の森文庫 1979
- 『飲みものを美味しくのむ 知恵の味』鳩の森書房 鳩の森文庫 1980
- 『動物の観察（カラーブックス555）』 保育社 1981 国立国会図書館書誌ID:000001536304 doi:10.11501/12636194
- 『竹と共に七十年 室井綽博士物語』兵庫県生物学会編 「竹と共に七十年-室井綽博士物語」編集委員会 1986 国立国会図書館書誌ID:000001850791 doi:10.11501/12189399
- 『竹を知る本 竹は木か草か』地人書館 1987 国立国会図書館書誌ID:000001904927 doi:10.11501/13655264
- 『竹の世界』part 1-2　地人書館 1993-94 part1 ISBN 4-8052-0440-0. part2 ISBN 4-8052-0466-4 doi:10.11501/13638169

### 共著編
- 『学校園の経営と校外指導』岡村はた共著 中教出版 1954 国立国会図書館書誌ID:000000915330 doi:10.11501/3040304
- 『植物観察事典』岡村はた共著 六月社 1957
- 『国立公園六甲の自然』編 六月社 1959
- 『料理材料事典』清水美重子共著 六月社 1960
- 『植物観察図解事典』岡村はた共著 六月社 1964
- 『竹類語彙 自然科学から民俗学まで』編 農業図書 1968
- 『竹とささ その生態と利用』岡村はた共著 保育社 カラーブックス 1971
- 『タケ ササ』岡村はた共著 家の光協会 カラー版・花と庭木シリーズ 1977
- 『木の実・草の実』巽英明共著 保育社 カラーブックス 1978
- 『六甲の自然』清水美重子共編 神戸新聞出版センター 1982 ISBN 4-87521-594-0 国立国会図書館書誌ID:000001613991 doi:10.11501/12592318
- 『ほんとの植物観察 ヒマワリは日に回わらない 自然と楽しくつき合うために』清水美重子ほか共著 地人書館 1983 ISBN 4-8052-0712-4
- 『おなべ以前 食べもの「なるほど!!」の科学』清水美重子共著 神戸新聞出版センター 1984
- 『知恵の食物学 自然の恵みを求める』清水美重子共著 地人書館 1985 国立国会図書館書誌ID:000001776976 doi:10.11501/12102570
- 『知恵の調理学 自然の味覚を生かす』清水美重子共著 地人書館 1985
- 『室井ひろしの自然百科 観察が生んだ生活の知恵』清水美重子共著 地人書館 1989
- 『続・ほんとの植物観察』清水美重子共著 地人書館 1995 ISBN 4-8052-0496-6 doi:10.11501/12603338
- 『図解生物観察事典』新訂 岡村はた 前田米太郎,橋本光政共著 監修 地人書館 1996

## 論文
- Cinii